# Hyaleucerea sororia
Hyaleucerea sororia är en fjärilsart som beskrevs av William Schaus 1910. Hyaleucerea sororia ingår i släktet Hyaleucerea och familjen björnspinnare. Inga underarter finns listade i Catalogue of Life.